# Heiki Vilep

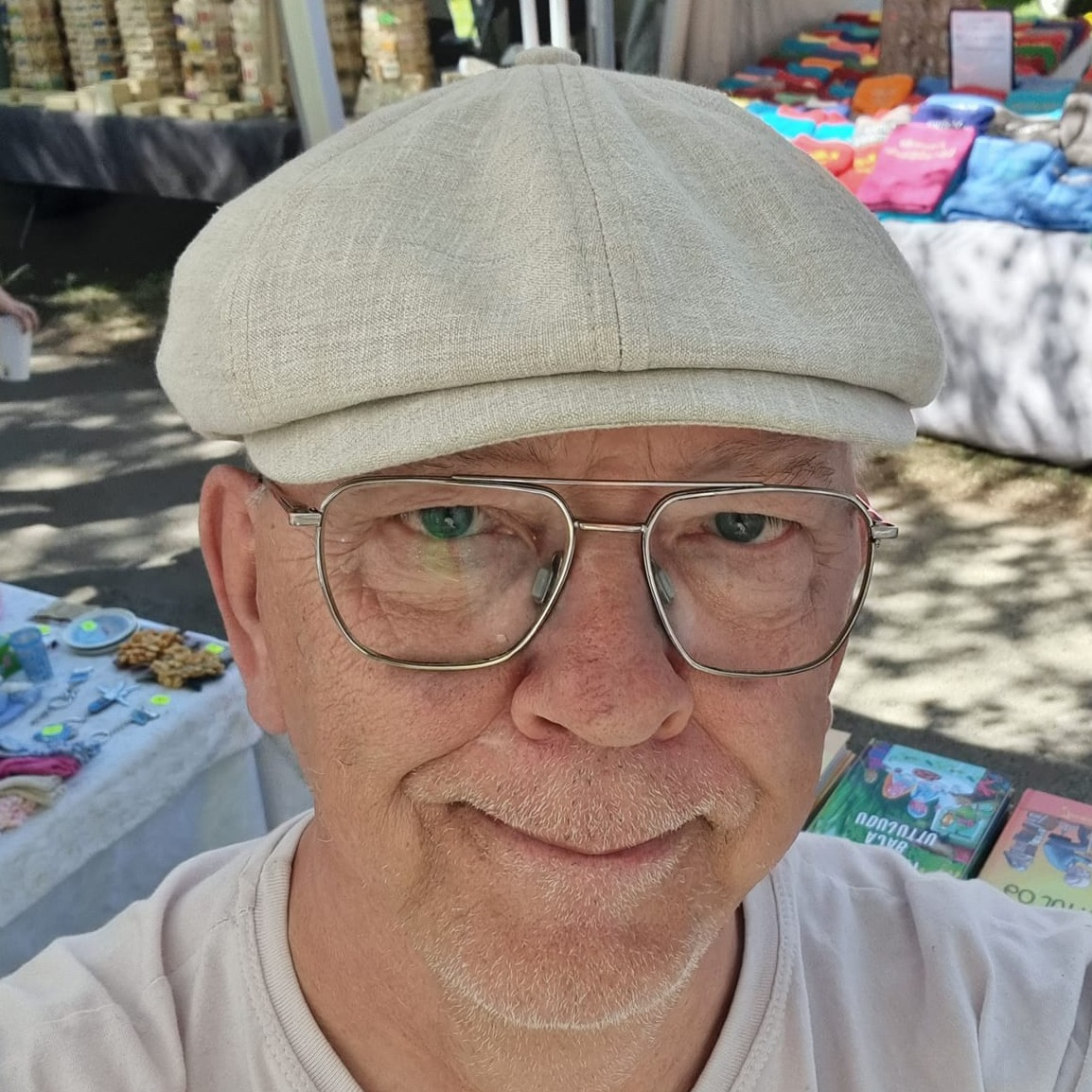
Heiki Vilep (2024)

Heiki Vilep (n. martie, 1960 în Tartu, Estonia) este un scriitor eston.